# نمانیا ماتیچ
نمانیا ماتیچ (صربی: Немања Матић؛ زادهٔ ۱ اوت ۱۹۸۸) بازیکن فوتبال اهل صربستان است که برای باشگاه لیون بازی می‌کند.

## دوران باشگاهی

### چلسی
او در سال ۲۰۰۹ از تیم Košice به باشگاه فوتبال چلسی پیوست که مبلغ این انتقال ۱٫۵ میلیون پوند بود.

### بنفیکا
در سال ۲۰۱۱، ماتیچ با مبلغی در حدود ۲۵ میلیون یورو عازم باشگاه فوتبال بنفیکا شد.

### بازگشت به چلسی
در ژانویه ۲۰۱۴، ماتیچ با ۲۵ میلیون یورو به چلسی بازگشت و قراردادی ۵٫۵ ساله با این باشگاه بست.

### منچستر یونایتد
در ژوئیه ۲۰۱۷، ماتیچ رسماً به منچستر یونایتد پیوست. او با قراردادی سه ساله با مبلغی در حدود ۴۰ میلیون پوند راهی این تیم شد. وی بعد از این انتقال گفت: منچستر یونایتد یکی از بزرگ‌ترین باشگاه‌های جهان است و بسیار خوشحالم که از این به بعد بخشی از این باشگاه بزرگ و این گروه فوق‌العاده خواهم بود. آرزوی من این بود که زیر نظر ژوزه مورینیو کار کنم و زمانی که با یک سرمربی مانند او و باشگاهی مثل یونایتد طرف هستید، نیازی نیست که زیاد فکر کنید؛ آمدن به اولدترافورد تصمیم ساده‌ای برای من بود. ژوزه سرمربیِ بزرگی است و زمانی که قبل از این در چلسی با او کار می‌کردم، همواره بهترین بازی را از من می‌گرفت و زیر نظر وی پیشرفت بسیاری کردم.

### رم
ماتیچ در سال ۲۰۲۲ پس از پایان قرارداد خود با منچستریونایتد به عنوان بازیکن آزاد راهی رم شد. پس از بازی در چلسی و منچستریونایتد این سومین بار است که ماتیچ زیر نظر ژوزه مورینیو به بازی کردن می‌پردازد و یکی از دلایل پیوستنش به رم را همین امر یاد کرده است.

## آمار ملی

### بازی‌های ملی
| صربستان | صربستان | صربستان |
| سال     | بازی    | گل      |
| ------- | ------- | ------- |
| ۲۰۰۸    | ۱       | ۰       |
| ۲۰۰۹    | ۱       | ۰       |
| ۲۰۱۲    | ۳       | ۰       |
| ۲۰۱۳    | ۴       | ۰       |
| ۲۰۱۴    | ۹       | ۰       |
| ۲۰۱۵    | ۸       | ۱       |
| ۲۰۱۶    | ۴       | ۰       |
| ۲۰۱۷    | ۶       | ۱       |
| ۲۰۱۸    | ۱۰      | ۰       |
| ۲۰۱۹    | ۲       | ۰       |
| مجموع   | ۴۸      | ۲       |

### گل‌های ملی
| شماره | تاریخ        | میزبان | بازی ملی | حریف   | نتیجه | رقابت                         |
| ----- | ------------ | ------ | -------- | ------ | ----- | ----------------------------- |
| ۱     | ۲۹ مارس ۲۰۱۵ | لیسبون | ۱۹       | پرتغال | ۱–۲   | مقدماتی جام ملت‌های اروپا ۲۰۱۶ |
| ۲     | ۶ اکتبر ۲۰۱۷ | وین    | ۳۵       | اتریش  | ۲–۳   | مقدماتی جام جهانی ۲۰۱۸        |